# Svetlana Metkina
Svetlana Metkina detta "Lana" (russo: Светлана Меткина; Mosca, 7 gennaio 1974) è un'attrice e produttrice cinematografica russa.
È sposata con il produttore cinematografico Michel Litvak.

## Filmografia

### Attrice
- Aila (1998)
- Barbarian (2003)
- The Second Front (2005)
- Slingshot (2005)
- La prima volta di Niky (Mini's First Time) (2006)
- Bobby (2006)
- Putevoj obchodčik (2007)
- Evidence (2013)
- Heatstroke (2013)

### Produttrice
- Vox Lux, regia di Brady Corbet (2018)
- The Guilty, regia di Antoine Fuqua (2021)